# フィリプ・ブラダリッチ
フィリプ・ブラダリッチ（Filip Bradarić、1992年1月11日 - ）は、クロアチア・スプリト出身の元プロサッカー選手。元クロアチア代表。現役時代のポジションはMF。

## 経歴

### クラブ
地元クラブであるハイドゥク・スプリトの下部組織出身。プロに昇格すると同時に3部所属のNKプリモラツ1929にレンタルに出され、同クラブでプロデビュー。
2015年2月3日、3年半契約でHNKリエカに移籍。
2018年8月3日、5年契約でカリアリ・カルチョに移籍。

### 代表
2016年11月15日、北アイルランド代表とのフレンドリーマッチでクロアチア代表初キャップ。
2018年夏、2018 FIFAワールドカップに参加。

## 所属クラブ
ユース
- ハイドゥク・スプリト 2003-2010

プロ
- ハイドゥク・スプリト 2011-2015

→ NKプリモラツ1929 2011-2013 (loan)
- HNKリエカ 2015-2018
- カリアリ・カルチョ 2018-2021

→ ハイドゥク・スプリト 2019-2020 (loan)
→ セルタ・デ・ビーゴ 2020 (loan)
→ アル・アインFC 2020-2021
- アル・アハリ・サウジFC 2021-2022
- HŠKズリニスキ・モスタル 2023-2024

## 代表歴

### 出場大会
- クロアチア代表
  - 2018 FIFAワールドカップ

### 試合数
- 国際Aマッチ 6試合 0得点（2016年-2018年）[5]

| クロアチア代表 | 国際Aマッチ | 国際Aマッチ |
| 年             | 出場        | 得点        |
| -------------- | ----------- | ----------- |
| 2016           | 1           | 0           |
| 2017           | 1           | 0           |
| 2018           | 4           | 0           |
| 通算           | 6           | 0           |

## タイトル
HNKリエカ
- プルヴァHNL: 2016–17
- フルヴァツキ・ノゴメトニ・クプ: 2016–17

HŠKズリニスキ・モスタル
- ボスニア・ヘルツェゴビナカップ: 2023-24